# Elecciones estatales de Tlaxcala de 2018
Las elecciones estatales de Tlaxcala se realizaron el domingo 1 de julio de 2018, simultáneamente con las elecciones federales, y en ellas se renovaron los 25 diputados del Congreso del Estado, de los cuales 15 son electos por mayoría relativa y 10 por representación proporcional.

## Distritos electorales
Para la elección de diputados de mayoría relativa del Congreso del Estado de Tlaxcala, la entidad se divide en 15 distritos electorales.
| Distrito | Cabecera            | Municipios | Mapa |
| -------- | ------------------- | ---------- | ---- |
| 1        | Calpulalpan         | 4          |      |
| 2        | Tlaxco              | 3          |      |
| 3        | Xaloztoc            | 8          |      |
| 4        | Apizaco             | 1          |      |
| 5        | Yauhquemehcan       | 7          |      |
| 6        | Ixtacuixtla         | 3          |      |
| 7        | Tlaxcala            | 1          |      |
| 8        | Contla              | 4          |      |
| 9        | Chiautempan         | 3          |      |
| 10       | Huamantla           | 3          |      |
| 11       | Huamantla           | 4          |      |
| 12       | Teolocholco         | 8          |      |
| 13       | Zacatelco           | 5          |      |
| 14       | Natívitas           | 8          |      |
| 15       | San Pablo del Monte | 2          |      |

## Resultados electorales
|  | 39.12 % |

|  | 11.57 % |

|  | 8.64 % |

|  | 5.71 % |

|  | 5.51 % |

|  | 5.40 % |

|  | 5.34 % |

|  | 5.08 % |

|  | 3.86 % |

|  | 3.62 % |

|  | 3.34 % |

|  | 0.63 % |

|  | 5.10 % |

|  | 100 % |